# Thuận An, thị xã Long Mỹ
Thuận An là một phường thuộc thị xã Long Mỹ, tỉnh Hậu Giang, Việt Nam.

## Địa lý
Phường Thuận An nằm ở trung tâm thị xã Long Mỹ, là trung tâm chính trị, kinh tế, văn hóa xã hội của thị xã, có vị trí địa lý:
- Phía đông giáp xã Long Trị A
- Phía tây giáp huyện Long Mỹ
- Phía nam giáp huyện Long Mỹ và xã Long Phú
- Phía bắc giáp phường Bình Thạnh với ranh giới là sông Nước Đục.

Phường Thuận An có diện tích 12,14 km², dân số năm 2019 là 11.260 người, mật độ dân số đạt 927 người/km².

## Lịch sử
Phường Thuận An được thành lập vào ngày 15 tháng 5 năm 2015 trên cơ sở toàn bộ diện tích và dân số của các ấp: 2, 3, 4, 5, 6 thuộc thị trấn Long Mỹ cũ.
Sau khi thành lập, phường có 1.225,81 ha diện tích tự nhiên và 12.997 người.

## Hành chính
Phường Thuận An được chia thành các khu vực: 2, 3, 4, 5, 6.